# NGC 1497
NGC 1497 é uma galáxia lenticular (S0) localizada na direcção da constelação de Taurus. Possui uma declinação de +23° 08' 00" e uma ascensão recta de 4 horas, 02 minutos e 06,8 segundos.
A galáxia NGC 1497 foi descoberta em 11 de Dezembro de 1876 por Édouard Jean-Marie Stephan.